# Penthimia variolosa
Penthimia variolosa är en insektsart som beskrevs av Walker 1870. Penthimia variolosa ingår i släktet Penthimia och familjen dvärgstritar. Inga underarter finns listade i Catalogue of Life.